# Stadion im. Atatürka w Denizli
Stadion im. Atatürka w Denizli (tur. Denizli Atatürk Stadyumu) – wielofunkcyjny stadion w Denizli, w Turcji. Został otwarty w 1987 roku. Może pomieścić 15 000 widzów. Swoje spotkania rozgrywa na nim drużyna Denizlispor.